# Tamzine
Tamzine est un bateau de pêche historique connu pour avoir participé en tant que « petit navire » à l'évacuation en 1940 du Corps expéditionnaire britannique de Dunkerque, dans le Nord de la France

## Histoire du navire
Il est construit par Brockman & Titcombe à Margate dans le Kent, dans le Sud-Est de l'Angleterre en 1937 avec un bordage à clin d'épicéa canadien.
Mesurant 15 pieds de long, Tamzine est le plus petit navire connu à participer à l'évacuation,.
En 1965, Tamzine participe à une commémoration du vingt-cinquième anniversaire de l'évacuation, répétant sa traversée de la Manche, filmé par Pathé News (en).
Tamzine a ensuite été acquis et conservé par l'Imperial War Museum,.

## Controverses
Otto English (en) remet en cause la participation de Tamzine à l'évacuation de Dunkerke dans son livre Fake History.
|  |